# Parijs-Roubaix 1995
De 93ste Parijs-Roubaix werd gehouden op zondag 9 april 1995. De wedstrijd werd voor de eerste keer gewonnen door Franco Ballerini.

## Wedstrijdverloop
Op minder dan 100 km van de streep ontstond er een kopgroep van vier renners: Andrea Tafi, Bert Dietz, Eric Vanderaerden en Vjatsjeslav Jekimov. De vier liepen enkele minuten uit, maar werden dan bijna bijgebeend door een grote groep met daarin onder meer Johan Museeuw.
Drie renners - Johan Capiot en Tafi's ploegmaten en landgenoten Franco Ballerini en Gianluca Bortolami - probeerden de kloof te dichten. Capiot moest uiteindelijk afhaken en de twee Italianen laten rijden. Zij sloten bij de kopgroep aan.
Op 30 km van de streep demarreerde Franco Ballerini, wiens deelname op zich al een verrassing was. Hij was immers 4 dagen voor Parijs-Roubaix zwaar ten val gekomen in Gent-Wevelgem. Ballerini bleef uit de greep van de achtervolgers en kwam alleen aan op de Vélodrome André Pétrieux van Roubaix.
Achter hem had ondertussen al een samensmelting plaatsgevonden. De rivalen Andrei Tchmil en Johan Museeuw sprintten om de tweede plaats. Tchmil haalde het met een duimbreedte voorsprong.

## Uitslag
| Parijs–Roubaix 1995 |                     |                           |          |
| Plaats              | Naam                | Ploeg                     | Tijd     |
| Winnaar             | Franco Ballerini    | Mapei-GB                  | 6u27'08" |
| 2                   | Andrei Tchmil       | Lotto                     | +01' 56" |
| 3                   | Johan Museeuw       | Mapei-GB                  | z.t.     |
| 4                   | Vjatsjeslav Jekimov | Novell                    | z.t.     |
| 5                   | Johan Capiot        | Ceramiche Refin           | z.t.     |
| 6                   | Eric Vanderaerden   | Brescialat                | +02' 00" |
| 7                   | Fabio Baldato       | MG Maglificio - Technogym | z.t.     |
| 8                   | Frédéric Moncassin  | Novell                    | z.t.     |
| 9                   | Rolf Aldag          | Telekom                   | z.t.     |
| 10                  | Gianluca Bortolami  | Mapei-GB                  | z.t.     |

1896 · 
1897 · 
1898 · 
1899 · 
1900 · 
1901 · 
1902 · 
1903 · 
1904 · 
1905 · 
1906 · 
1907 · 
1908 · 
1909 · 
1910 · 
1911 · 
1912 · 
1913 · 
1914 · 
1915 · 
1916 · 
1917 · 
1918 · 
1919 · 
1920 · 
1921 · 
1922 · 
1923 · 
1924 · 
1925 · 
1926 · 
1927 · 
1928 · 
1929 · 
1930 · 
1931 · 
1932 · 
1933 · 
1934 · 
1935 · 
1936 · 
1937 · 
1938 · 
1939 · 
1940 · 
1941 · 
1942 · 
1943 · 
1944 · 
1945 · 
1946 · 
1947 · 
1948 · 
1949 · 
1950 · 
1951 · 
1952 · 
1953 · 
1954 · 
1955 · 
1956 · 
1957 · 
1958 · 
1959 · 
1960 · 
1961 · 
1962 · 
1963 · 
1964 · 
1965 · 
1966 · 
1967 · 
1968 · 
1969 · 
1970 · 
1971 · 
1972 · 
1973 · 
1974 · 
1975 · 
1976 · 
1977 · 
1978 · 
1979 · 
1980 · 
1981 · 
1982 · 
1983 · 
1984 · 
1985 · 
1986 · 
1987 · 
1988 · 
1989 · 
1990 · 
1991 · 
1992 · 
1993 · 
1994 · 
1995 · 
1996 · 
1997 · 
1998 · 
1999 · 
2000 · 
2001 · 
2002 · 
2003 · 
2004 · 
2005 · 
2006 · 
2007 · 
2008 · 
2009 · 
2010 · 
2011 ·
2012 · 
2013 ·
2014 ·
2015 ·
2016 ·
2017 ·
2018 ·
2019 ·
2020 · 
2021 · 
2022 · 
2023 · 
2024 · 
2025